# École des arts graphiques de Montréal

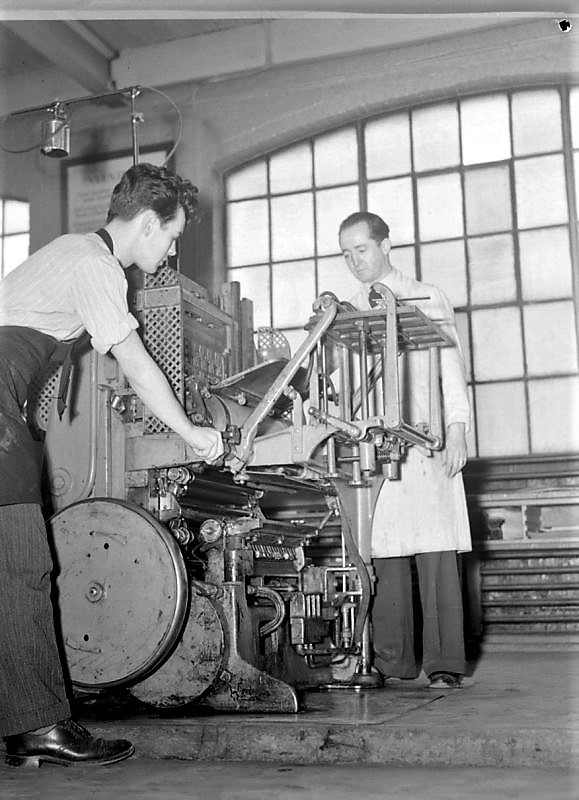
Apprenti typographe et professeur, rue Kimberley, à Montréal, en 1947

L'École des arts graphiques de Montréal fut une institution d'enseignement québécoise ouverte en 1942. Elle devient l'Institut des arts graphiques en 1958 qui est intégré au Collège Ahuntsic en 1972.

## Histoire
L’École des arts graphiques, ouverte en 1942, est issue de l’École technique de Montréal. Dès 1925, l'École technique offre une section imprimerie dirigée par Fernand Caillet. Une section reliure, dont Louis-Philippe Beaudoin est nommé directeur, s'ajoute en 1937. En août 1942, le secrétaire de la province de Québec Hector Perrier annonce la création d'une école des arts graphiques, fusion des sections imprimerie et reliure de l'École technique, qui formera des ouvriers spécialisés dans ces domaines. Les cours commencent en octobre de cette même année dans les anciens locaux de l'École du meuble situés au 2020, rue Kimberley (édifice aujourd'hui détruit). Le directeur fondateur de l'établissement est Louis-Philippe Beaudoin, maître relieur ayant reçu une formation à l'École Estienne de Paris de 1922 à 1926 qui dirigeait déjà la section reliure de l'École technique depuis 1937.
À la formation précédemment offerte à l'École technique, soit la composition typographique manuelle, le fonctionnement des presses, la reliure et la composition mécanique s'ajoutent de nouveaux domaines de spécialisation en 1942 : la clicherie, la gravure en relief, la galvanoplastie, la photomécanique, la gravure en taille-douce et l’impression de la taille-douce, la lithographie, la chromolithographie et l’impression lithographique. À une formation technique s'ajoutent des cours d'art, notamment grâce à l'enseignement d'Albert Dumouchel, de Gérard Perrault et d'Arthur Gladu.
Après la guerre, nombre d'anciens combattants cherchent à retourner sur le marché de l'emploi. De plus, on offre dès 1948 des cours de perfectionnement aux ouvriers. Les inscriptions bondissent et les locaux ne suffisent plus à la demande, et l'École se voit offrir en 1956 de nouveaux locaux plus spacieux sur la rue Saint-Hubert, à l'emplacement actuel du Collège Ahuntsic. En 1958, le nom de l'École est changé pour celui d'Institut des arts graphiques. En 1972, l'Institut est intégré au Collège Ahuntsic et devient son Département de communication visuelle. En 2023, le Collège se voit dans l'obligation de fermer son programme d'imprimerie à la suite de la baisse des inscriptions due à la révolution numérique.

## La revueAteliers d'arts graphiques
Le 31 mai 1947 à l'École des arts graphiques est lancé le premier numéro de la revue Ateliers d'arts graphiques, sous la direction artistique d'Albert Dumouchel et la direction technique d'Arthur Gladu, réunissant des œuvres des élèves de l'école, celles d'artistes automatistes (Paul-Émile Borduas, Pierre Gauvreau, Jean-Paul Mousseau, Thérèse Renaud et Rémi-Paul Forgues) et celles d'artistes gravitant autour d'Alfred Pellan et futurs signataires du manifeste Prisme d'yeux (Alfred Pellan, Léon Bellefleur, Mimi Parent, Roland Truchon, Albert Dumouchel et Arthur Gladu). Ce premier numéro porte le numéro 2, le premier numéro étant demeuré à l'état de maquette ou n'ayant jamais réellement existé et n'ayant servi qu'à prouver au ministère, qui subventionne la revue, le sérieux de l'entreprise.
Lorsqu'on invite les artistes à présenter des œuvres pour un deuxième numéro (soit le numéro trois) de la revue, les artistes automatistes posent comme condition que les œuvres qu'ils présentent soient acceptées telles quelles et en lot, faute de quoi ils retirent leur participation en bloc. Le ministère soumettant la revue à la censure, on demande à l'un des artistes automatistes de changer son texte, ce qui est refusé. Les automatistes retirent donc leur participation à ce deuxième et dernier numéro qui paraît le 21 février 1949. Ce numéro inclut entre autres des œuvres de Lucien Morin, d'Alfred Pellan, de Louis Archambault, de Mimi Parent, de Robert Lapalme, de Roland Truchon, etc.

## Étudiants
- Sylvia Ary
- Françoise Bujold
- Michel Campeau
- Louis Forest
- Roland Giguère
- Pierre Ouvrard
- Pierre-Yves Pelletier
- Conrad Tremblay
- Michel Tremblay

### Sources primaires
Articles de journaux de l'époque
- « Fondation d'une école provinciale d'arts graphiques », Le Devoir, vol. 33, no 187,‎ 13 août 1942, p. 9 (lire en ligne)
- Jean de Laplante, « Le problème de l’École des arts graphiques est un problème d’espace », Le Canada, vol. 46, no 187,‎ 16 novembre 1948, p. 14 et 13 (lire en ligne)

Les deux numéros de la revue Ateliers d'arts graphiques
- Les ateliers d'arts graphiques, Montréal, École des arts graphiques (no 2), 1947 (ISSN 0701-2896, lire en ligne)
- Les ateliers d'arts graphiques, Montréal, École des arts graphiques (no 3), 1949 (ISSN 0701-2896, lire en ligne)

### Sources secondaires
- Suzanne Beaudoin-Dumouchel, La première école d'arts graphiques en Amérique : fondée par Louis-Philippe Beaudoin (1900-1967) (Mémoire de maîtrise), Montréal, Concordia University, 1979?, 143 p. (OCLC 55551943)
- Sébastien Dulude, Esthétique de la typographie : Roland Giguère, les Éditions Erta et l'École des arts graphiques, Montréal, Nota bene, coll. « Convergences » (no 46), 2013, 225 p. (ISBN 978-2-89518-467-6, OCLC 881523447, lire en ligne)
- François Gingras et Guy Gingras, « Les racines françaises de l’École des arts graphiques et du Collège Ahuntsic », dans Éric Le Ray et Jean-Paul Lafrance, La bataille de l'imprimé : À l'ère du papier électronique, Montréal, Presses de l'Université de Montréal, 2008, 257 p. (ISBN 9782760621237, lire en ligne), p. 105
- Éric Leroux, « L’enseignement des métiers de l’imprimerie à Montréal (1925-1971) », dans Éric Le Ray et Jean-Paul Lafrance, La bataille de l'imprimé : À l'ère du papier électronique, Montréal, Presses de l'Université de Montréal, 2008, 257 p. (ISBN 9782760621237, lire en ligne), p. 91-104
- Yolande Racine, Albert Dumouchel à l'école des arts graphiques de 1942 à 1960 (Mémoire de maîtrise), Montréal, Université de Montréal, 1980, 156 p. (OCLC 53691003)
- Ursule Turmel, « Le relieur artisan à Québec », Cap-aux-Diamants, no 63 « L’univers fascinant du livre »,‎ automne 2000, p. 20–23 (ISSN 0829-7983, e-ISSN 1923-0923, lire en ligne)